# Arnar Jónsson
 Der er flere personer med dette navn, se Jónsson.
Arnar Freyr Jónsson (født 25. juni 1983 i Reykjavík) er en islandsk basketballspiller.
Jónsson spiller for Keflavík SC. Han er 184 cm høj og vejer 75 kg.